# David Halsey
Henry David Halsey (Long Ditton, 27 de enero de 1919-Norwich, 16 de mayo de 2009) fue un político, teólogo y Obispo de Carlisle británico anglicano.

## Biografía
Nacido en Surrey, estudió en King's College School, Wimbledon y King's College London; y tras ordenarse ejerció en  St. Peter's Church, Petersfield.
Fue capellán castrense en la Royal Navy.
Tuvo cuatro hijas con su esposa Rachel: Sarah, Jill, Jane y Mary. 